# Binningen (Eifel)
Binningen ist eine Ortsgemeinde im rheinland-pfälzischen Landkreis Cochem-Zell. Sie gehört seit dem 1. Juli 2014 der Verbandsgemeinde Kaisersesch an.

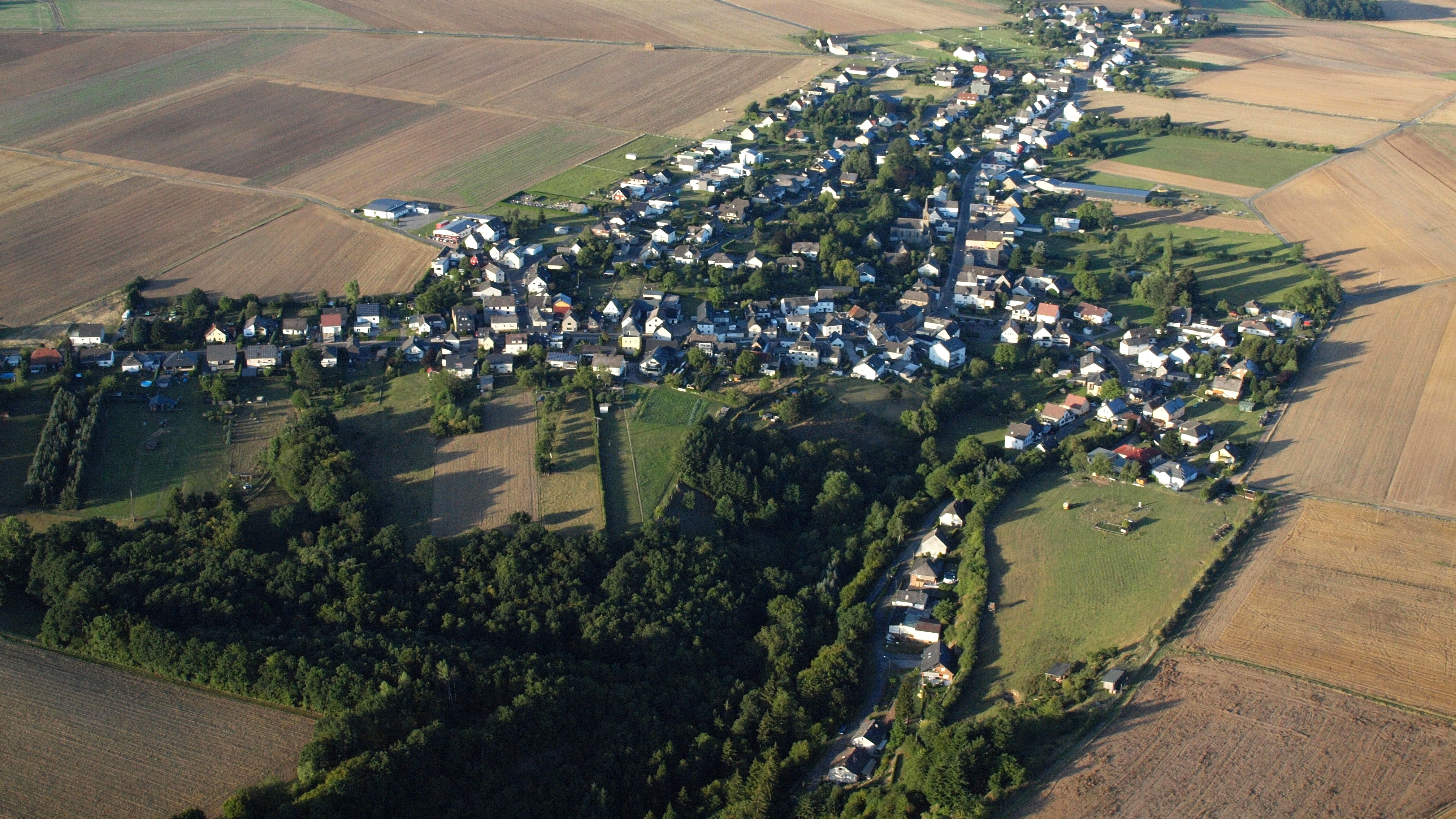
Binningen (Eifel), Luftaufnahme (2015)

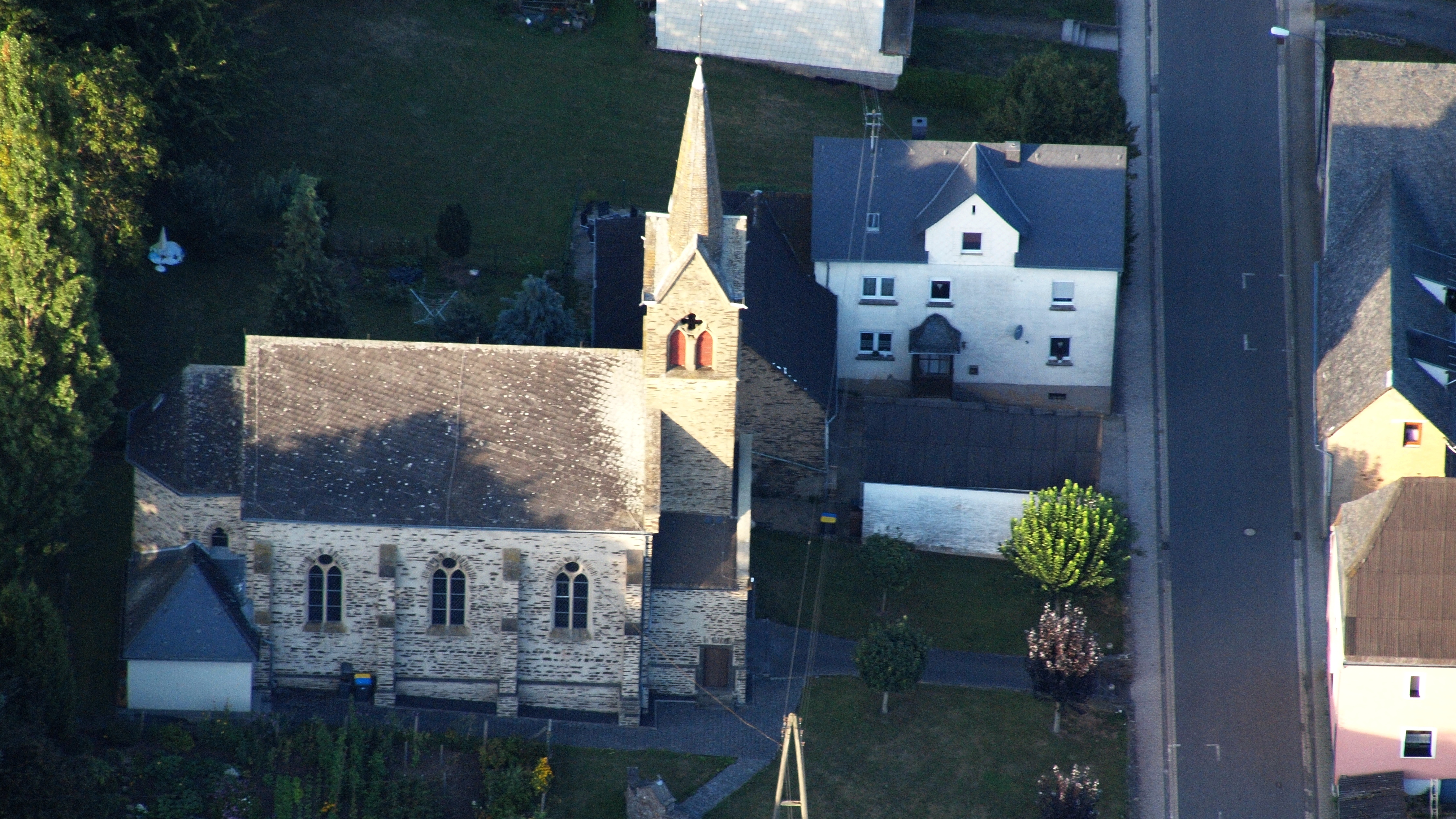
Kirche in Binningen (Eifel)

## Geographie
Binningen liegt in der Osteifel und am Pommerbach (Mosel). Zur Gemeinde gehört auch der Weiler Elzerhöfe sowie die Wohnplätze Mühlenhof, Pommernmühle und Tüllenhof.
Nachbarorte von Binningen sind die Ortsgemeinden Dünfus und Forst im Norden, Brohl im Nordosten, Brieden im Südosten, Kail im Süden sowie das bereits zur Verbandsgemeinde Cochem gehörende Wirfus im Westen.

## Geschichte
Der Ort wurde erstmals im Jahre 1266 unter dem Namen „Binningh“ urkundlich erwähnt. Spätere Erwähnungen waren „Binninc“ (1297) und „Brumminck“ (1473).
Die Ortsgeschichte ist eng mit der Geschichte des Klosters Rosenthal verbunden, das auf der heutigen Gemarkung der Gemeinde im Pommerbachtal lag. Das Kloster war der größte Grundherr im Ort.
Bis zum Ende des 18. Jahrhunderts Teil gehörte Binningen zu Kurtrier. Ab 1794 stand der Ort unter französischer Herrschaft und gehörte von 1798 bis 1814 zum Kanton Münstermaifeld des Arrondissements Koblenz im Rhein-Mosel-Departement. Das Kloster Rosenthal wurde 1802 aufgelöst und auf Abriss verkauft. Nach der Niederlage Napoleons wurde der Ort 1815 auf dem Wiener Kongress dem Königreich Preußen zugeordnet und gehörte nun zum Kreis Cochem des Regierungsbezirks Koblenz, der 1822 Teil der neu gebildeten preußischen Rheinprovinz wurde. Die Kirche in Binningen wurde im Jahr 1855 erbaut.
Als Folge des Ersten Weltkriegs war die gesamte Region dem französischen Abschnitt der Alliierten Rheinlandbesetzung zugeordnet. Nach dem Zweiten Weltkrieg wurde Binningen 1946 innerhalb der französischen Besatzungszone Teil des damals neu gebildeten Landes Rheinland-Pfalz.
Statistik zur Einwohnerentwicklung
Die Entwicklung der Einwohnerzahl der Gemeinde Binningen, die Werte von 1871 bis 1987 beruhen auf Volkszählungen:
| Jahr | Einwohner |
| 1815 | 322       |
| 1835 | 445       |
| 1871 | 411       |
| 1905 | 442       |
| 1939 | 487       |

| Jahr | Einwohner |
| 1950 | 481       |
| 1961 | 509       |
| 1970 | 596       |
| 1987 | 599       |
| 2005 | 705       |

## Politik

### Gemeinderat
Der Gemeinderat in Binningen besteht aus zwölf Ratsmitgliedern, die bei der Kommunalwahl am 9. Juni 2024 in einer Mehrheitswahl gewählt wurden, und dem ehrenamtlichen Ortsbürgermeister als Vorsitzendem.

### Bürgermeister
Günter Urwer ist Ortsbürgermeister von Binningen. Bei der Direktwahl am 26. Mai 2019 wurde er  mit einem Stimmenanteil von 90,50 % und am 9. Juni 2024 als einziger Bewerber mit 86,9 % jeweils für weitere fünf Jahre in seinem Amt bestätigt.

## Kultur und Sehenswürdigkeiten
Auf der Gemarkung, im Pommerbachtal, liegt die Ruine des Zisterzienserinnenklosters Rosenthal und das Dorf Binningen hat die Georgs-Lay im Rosental.

## Verkehr
Binningen liegt an der Landesstraße 108, von der am nördlichen Ortsrand die Kreisstraße 29 abzweigt.

## Persönlichkeiten
- Benedikt Oster (* 1988), Politiker (SPD) und seit 2011 MdL Rheinland-Pfalz, lebt in Binningen
- Frank Hartmann (* 1960), ehem. Fußballprofi